# Gerhard Pomykaj

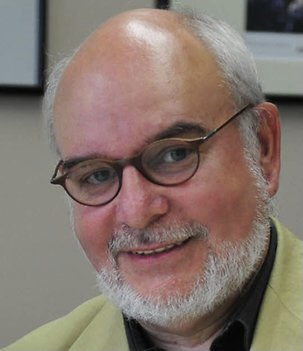
Gerhard Pomykaj 2017

Gerhard Pomykaj (* 10. April 1952 in Bochum) ist ein deutscher Regionalhistoriker. Er hat als Autor zahlreiche grundlegende Bücher und Aufsätze zur Geschichte der Stadt Gummersbach und des Oberbergischen Kreises veröffentlicht.

## Leben
Nach dem Abitur 1970 studierte Pomykaj von 1970 bis 1977 Geschichte und Germanistik an den Universitäten in Marburg und Bochum. Er schloss mit dem ersten Staatsexamen ab. Zwischen 1983 und 1985 absolvierte er das Referendariat und beendete das Studium mit dem 2. Staatsexamen als Studienassessor. Von 1977 bis 1982 arbeitete er als wissenschaftlicher Mitarbeiter an der Ruhr-Universität Bochum. 1986 wurde er dort Lehrbeauftragter. Von 1987 bis 2018 war er Stadthistoriker und Archivar bei der Stadt Gummersbach, von 1991 bis 2018 auch Kreishistoriker und Archivar bei der Kreisverwaltung des Oberbergischen Kreises. Der Historiker Jürgen Reulecke würdigte die Arbeit Gerhard Pomykajs in einem Artikel der Zeitschrift Romerike Berge.

## Ehrungen
- 2007 Verleihung der goldenen Jubiläumsmedaille der Stadt Gummersbach für die Verdienste im Rahmen des Jubiläums 150 Jahre Stadtrechte
- 2010 Verleihung der goldenen Jubiläumsmedaille der Stadt Gummersbach für die Verdienste im Rahmen des Stadtjubiläums zur Ersterwähnung vor 900 Jahren (1109)
- 2018 Verleihung der goldenen Stadtmedaille in Sonderprägung der Stadt Gummersbach für Verdienste um die Stadt

## Veröffentlichungen (Auswahl)
- Alltägliches Leben aus ärztlicher Sicht. Der Kreis Gummersbach 1825 im Spiegel zweier medizinischer Topographien. 1988, ISBN 3-88265-152-0.
- Gummersbacher Geschichte. Band 1: Von den Anfängen bis z. Beginn d. Napoleonischen Herrschaft 1806. 1993, ISBN 3-88265-184-9.
- mit Klaus Goebel: Ein unbequemer Demokrat. August Dresbach zum 100. Geburtstag. 1994, ISBN 3-88265-192-X.
- mit Jürgen Woelke: Marksteine Gummersbacher Geschichte. 2000, ISBN 3-9808769-0-X.
- Oberbergische Geschichte. Band 3, Erster Teil: Von 1918 bis 1947. 2001, ISBN 3-88265-225-X.
- mit Jürgen Woelke: 150 Jahre Sparkasse Gummersbach-Bergneustadt. 2003, ISBN 3-9808769-1-8.
- Gummersbacher Geschichte. Band 2: Vom Beginn der Napoleonischen Herrschaft bis zum Ende des Ersten Weltkrieges. 2006, ISBN 3-88265-261-6.
- mit Jürgen Woelke (Hrsg.): Gummersbacher in ihrer Zeit: das 19. und 20. Jahrhundert in Biografien und Erinnerungen. 2009, ISBN 978-3-88265-292-5.
- Eine katastrophale Fehleinschätzung – Soziale Milieus und der Aufstieg der NSDAP im Oberbergischen bis 1933. In: Frederik Grundmeier u. a. (Hrsg.): Indoktrination, Unterwerfung, Verfolgung. 2021, ISBN 978-3-932557-18-7, S. 10–27.
- Die Machtübernahme der NSDAP im Jahre 1933 in Gummersbach. In: Beiträge zur Oberbergischen Geschichte, Bd. 15 (2024), S. 67–98, ISBN 978-3-00-078931-1